# ژیل اندرس
ژیل اندرس (انگلیسی: Guille Andrés؛ زادهٔ ۱۳ اکتبر ۱۹۹۲) بازیکن فوتبال اهل اسپانیا است.
از باشگاه‌هایی که در آن بازی کرده‌است می‌توان به باشگاه فوتبال ویگان اتلتیک، باشگاه فوتبال رئال وایادولید، و باشگاه فوتبال سلتاویگو اشاره کرد.